# Pallacanestro Mantovana
O Pallacanestro Mantova, também conhecido como Stings Pallacanestro Mantova por razões de patrocinadores, é um clube de basquetebol baseado em Mântua, Itália que atualmente disputa a Série A2.  Manda seus jogos na PalaBam com capacidade para 5.000 espectadores.

## História
Agremiação criada em junho de 2004 quando houve a fusão entre Pallacanestro Mirandola e a Polisportiva Poggese Basket de Poggio Rusco. Em 2013 passa a denominar-se como Pallacanestro Mantovana.

## Histórico de Temporadas
| Temporada | Nível | Liga          | Pos. | J     | PL  | Resultado         |
| --------- | ----- | ------------- | ---- | ----- | --- | ----------------- |
| 2013-14   | 3     | DNA Silver    | 2    | 18-10 | 9-3 | Promovidocampeão  |
| 2014-15   | 2     | Serie A2 Gold | 9    | 12-14 |     |                   |
| 2015-16   | 2     | Serie A2      | 3    | 21-9  | 1-3 | Oitavas de finais |
| 2016-17   | 2     | Serie A2      | 7    | 17-13 | 2-3 | Oitavas de finais |
| 2017-18   | 2     | Serie A2      | 11   | 14-16 |     |                   |
| 2018-19   | 2     | Serie A2      | 7    | 15-15 | 2-3 | Quartas de finais |

fonte:eurobasket.com